# Brendon Small’s Galaktikon
Brendon Small’s Galaktikon — первый сольный альбом Брендона Смолла, создателя дэт-метал группы Dethklok, известного по работе над мультсериалами «Металлопокалипсис» и «Домашнее видео». Альбом записан при участии Брайана Беллера (бас-гитара) и Джина Хоглана (ударные), продюсером выступил Ульрих Уайлд, автором обложки — Антонио Каноббио.
Релиз альбома совпал с премьерой четвёртого сезона «Металлопокалипсиса».

## Запись
Процесс записи начался, когда Джин Хоглан и Брайан Беллер были готовы работать над вторым альбомом Dethklok. К тому времени юридические переговоры были приостановлены, поэтому Брендон решил записать с остальными музыкантами сольный альбом, так как они были в сборе, но записывать было нечего.